# 蚌埠站
蚌埠站位于中华人民共和国安徽省蚌埠市淮河路。于1909年开工建设，1911年建成通车。为中国铁路上海局集团直接管辖的客货运一等站，是京沪铁路和水蚌铁路交汇处。

## 历史

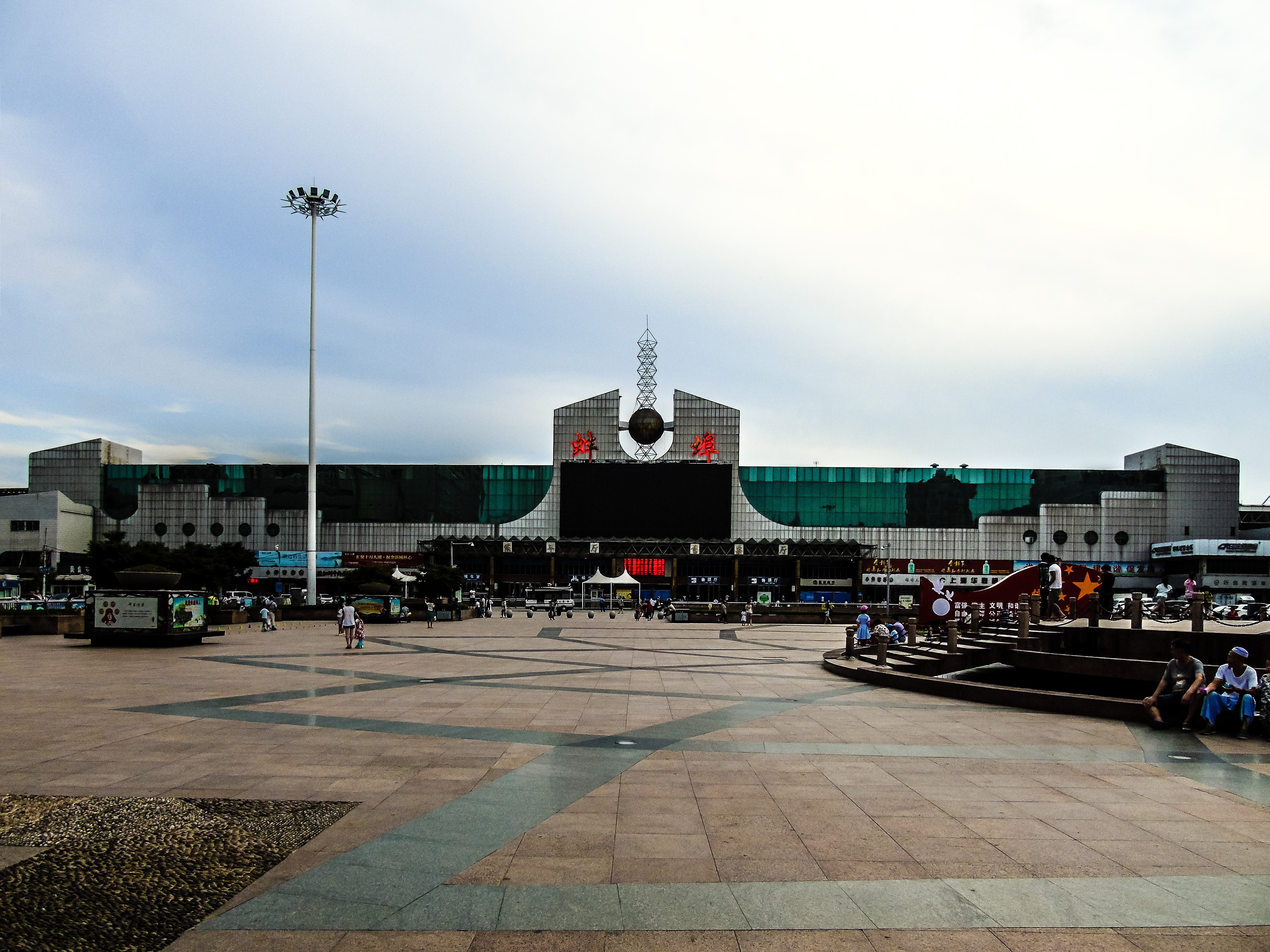
车站站房（2017年）

1909年1月：津浦铁路南段徐州-浦口段开工建设。在选择淮河过江通道时，因原蚌埠集附近淮河水域平缓、建桥方便，因此原津浦铁路工程师德纪决定放弃原先的临淮镇过江方案，改为在蚌埠架桥过河并在此设立车站。1911年5月15日，蚌埠站连同蚌埠淮河铁桥相继建成，车站于1911年12月7日随津浦铁路全线贯通而投入运营。
1953-1958年，因蚌埠站客货量不断上升，车站新建旅客候车室:71，增加了到发股道数目并延长到发线长度，同时用水泥等材料改造旅客站台。1972年，蚌埠站再次改建:99。
1999年车站新站房投入使用。2002年6月车站上行方向的淮河特大桥复线桥开通，使得车站至曹老集站区间实现复线化，成为当时津浦铁路最后一段完成复线改造的区间。此外铁路部门还新建了7、8站台。
2010年8月，蚌埠站对车站站场进行了改造，兴建了无站台柱雨棚；同时将站台加高至与车向地面齐平的1250毫米并新建进站天桥。受此影响，2010年11月14日起至2011年1月17日18趟列车取消在蚌埠站办理客运业务。原计划改造工程还包括将站台地面升级为花岗岩地砖，但相关工作迟迟未能进行。
2019年4月16日至2019年12月31日，蚌埠站进行了改造工程，主要包括站房外立面翻新、候车室装修、延长站台长度三个方面。改造后候车室的地板水磨石换成花岗岩，检票方式由原先的分口式的进站调整为通过集中布置的检票闸机进站。
水蚌铁路电气化工程计划实施蚌埠改线段，从刘府站北侧新建至蚌埠东站的线路以绕开蚌埠市区。蚌埠改线段于2020年12月22日通车，水蚌铁路不再由本站出岔。

## 车站结构

### 站房
蚌埠站目前使用的站房建于1999年，2019年曾进行过外立面及内装翻修。蚌埠站设有三座候车室：一号候车室作为下行特快和部分始发临客旅客候车使用，二号候车室作为上行列车旅客候车使用，三号候车室作为下行列车以及合肥、阜阳、淮南方向旅客候车使用。

### 站场
蚌埠站站场经改建后设有20余条股道，其中设有7条旅客列车到发线，2条正线：由于原蚌埠站仅设有1条通过式正线，在车站复线化改造时将紧贴站台的3道改作正线。车站客运站台被长485米，宽81.77米，投影面积38399平方米的无站台柱雨棚覆盖，站台和站房间通过两座天桥和地道连接。车站9-12道为货车到发线、13-15及21道为客车车底存车及检修线、16-19道则为调车线。车站西南侧设有机务折返段，另设有通往工务段及建筑段的专用线。
| 侧式站台       |                                   |
| 1站台（1道）   | 京沪铁路 往上海方向（蚌埠东站）   |
| 2站台（2道）   | 京沪铁路 往上海方向（蚌埠东站）   |
| 岛式站台       |                                   |
| 3站台（III道） | 京沪铁路、水蚌铁路 下行列车通过线 |
| 正线（IV道）   | 京沪铁路、水蚌铁路 上行列车通过线 |
| 5站台（5道）   | 京沪铁路、水蚌铁路 列车           |
| 岛式站台       |                                   |
| 6站台（6道）   | 京沪铁路、水蚌铁路 列车           |
| 7站台（7道）   | 京沪铁路 往北京方向（曹老集站）   |
| 岛式站台       |                                   |
| 8站台（8道）   | 京沪铁路 往北京方向（曹老集站）   |
| 9-20道         | 货车到发线、存车线、调车线        |

#### 货场及专用线
蚌埠站设有3个货场，分别为南货场、西货场和东货场：其中南货场位于东海大道东立交桥附近，占地面积29.07万平方米，于1992年5月投用。南货场为货运车间的所在地，内设蚌埠铁路口岸；西货场位于吴湾，占地面积4.49万平方米；东货场（马场湖货场）位于胜利东路立交桥附近，占地面积1.9万平方米。
蚌埠站的专用线随着蚌埠因铁路发展而建设，至鼎盛时期共有通往26家企业的专用线，分为南、西、东三个大方向，总长24.7公里。但由于近年来随着服务企业的转型以及对城市交通的影响，许多专用线已少有运量或已废弃。蚌埠市地方政府有关部门组织2008年组织拆除了粮食二库至木材公司和原酒精厂、长1130米的专用线；2010年组织拆除沥青线、西煤建线、水泥制品厂南线、土产站线共4条专用线；2011年6月又拆除了上海栈线、统一仓库线、联合仓库线等3条专用线，另外虽然宝兴（面粉厂）线、原宏业肉联厂线两条专业线已经废弃，但由于其对城市道路交通暂无影响而暂时保留。宝兴线计划和临近的煤货场（新埠货场）一起被规划改造为铁路主题公园。
2017年2月通往中石化蚌埠石油公司的石油站专用线在淮上区输油管线后停用，并于年底拆除。该专用线建于1954年，长2.4公里，除石油站外沿线还通往统一仓库、徽商物流、农资分公司等企业。

## 旅客列车目的地
目前在蚌埠站停靠的旅客列车终到站分布如下：
| 列车所属路局   | 目的地 |
| -------------- | --- |
| 北京铁路局     | 上海、石家庄、南通（淡季停開）、北京（淡季停開）                                                                                 |
| 成都铁路局     | 成都西、上海、崑山 |
| 呼和浩特铁路局 | 包头、杭州、溫州（隔日開行） |
| 集通铁路公司   | 呼和浩特、上海 |
| 济南铁路局     | 濟南、金华（淡季停開）、宁波 |
| 兰州铁路局     | 上海、银川、崑山、兰州、杭州 |
| 南昌铁路局     | 福州（淡季停開）、北京（淡季停開）                                                                                               |
| 上海铁路局     | 淮北、蕪湖、北京、合肥、连云港东、福州、徐州、阜阳、漯河、上海、亳州、平頂山、广州东、深圳东、南通、杭州、兰州、南宁（隔日開行） |
| 沈阳铁路局     | 上海、沈阳北、通遼、宁波、长春、温州、南通、吉林、大连                                                                           |
| 太原铁路局     | 临汾、苏州、上海、大同 |
| 武汉铁路局     | 上海、平頂山、周口 |
| 西安铁路局     | 苏州（淡季停運）、榆林（淡季停運）、海門、延安、上海、西安                                                                       |
| 郑州铁路局     | 郑州、上海、安阳、新乡、苏州、洛阳                                                                                               |
| 哈尔滨铁路局   | 齐齐哈尔、杭州、佳木斯、溫州、哈爾濱西、上海                                                                                     |
| 乌鲁木齐铁路局 | 上海、乌鲁木齐 |
| 青藏铁路公司   | 西宁、拉薩、上海 |

## 下辖车站
蚌埠站是上海铁路局下辖的直属车站，2010年由原蚌埠直属站和蚌埠车务段合并而成。主要管辖京沪铁路唐南集至担子间共19个车站和京沪高速铁路4个车站。
蚌埠直属站现下辖以下车站：
- 京沪铁路：唐南集、固镇、连城、新马桥、曹老集、蚌埠、蚌埠东、凤阳、板桥、小溪河、明光、卞庄、管店、三界、张八岭、沙河集、滁州北、担子
- 京沪高速铁路：宿州东、蚌埠南、定远、滁州

## 接驳交通

### 公交车
蚌埠公交集团截至2017年共开通了16条公交线路途经蚌埠站。

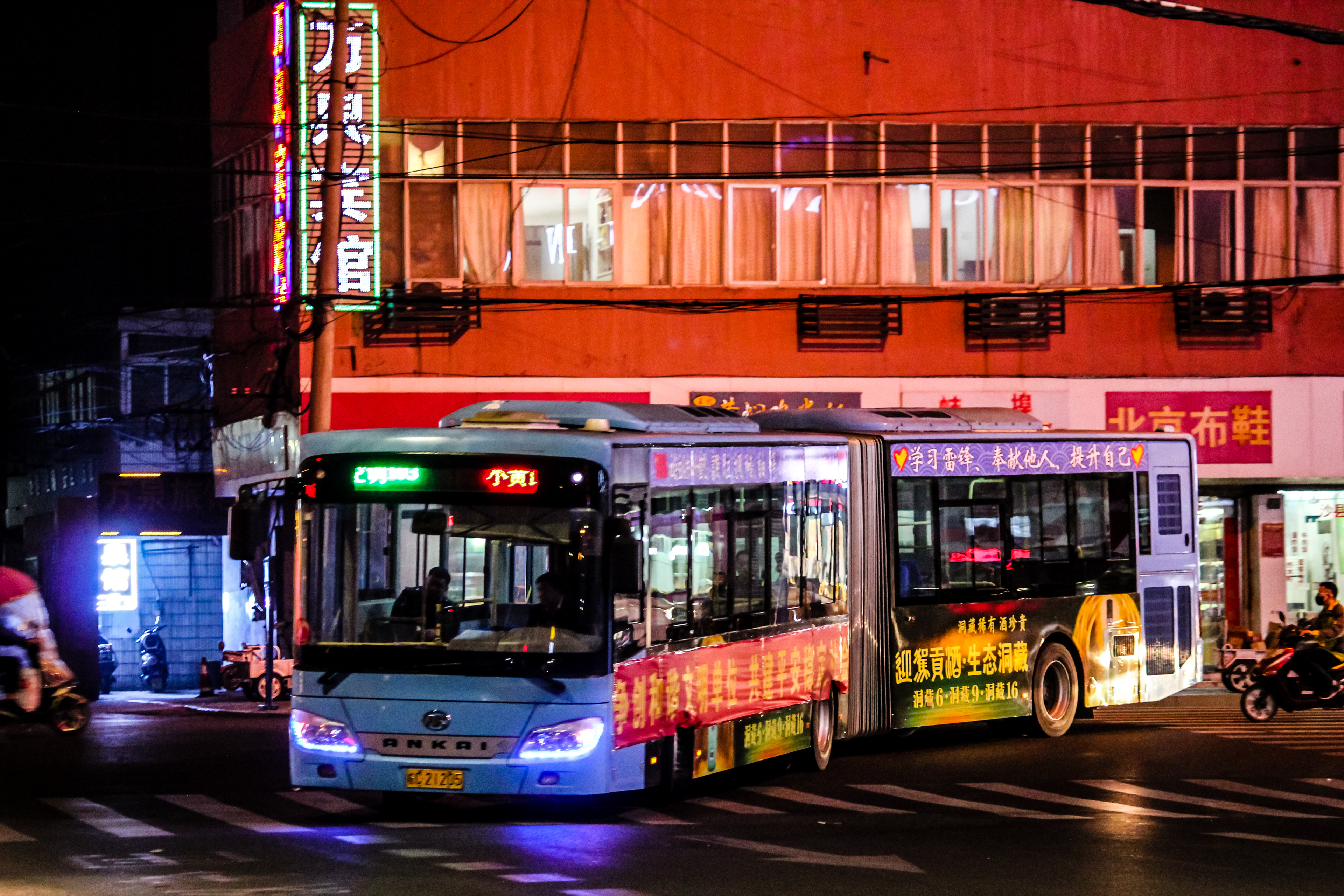
103路进入蚌埠站广场

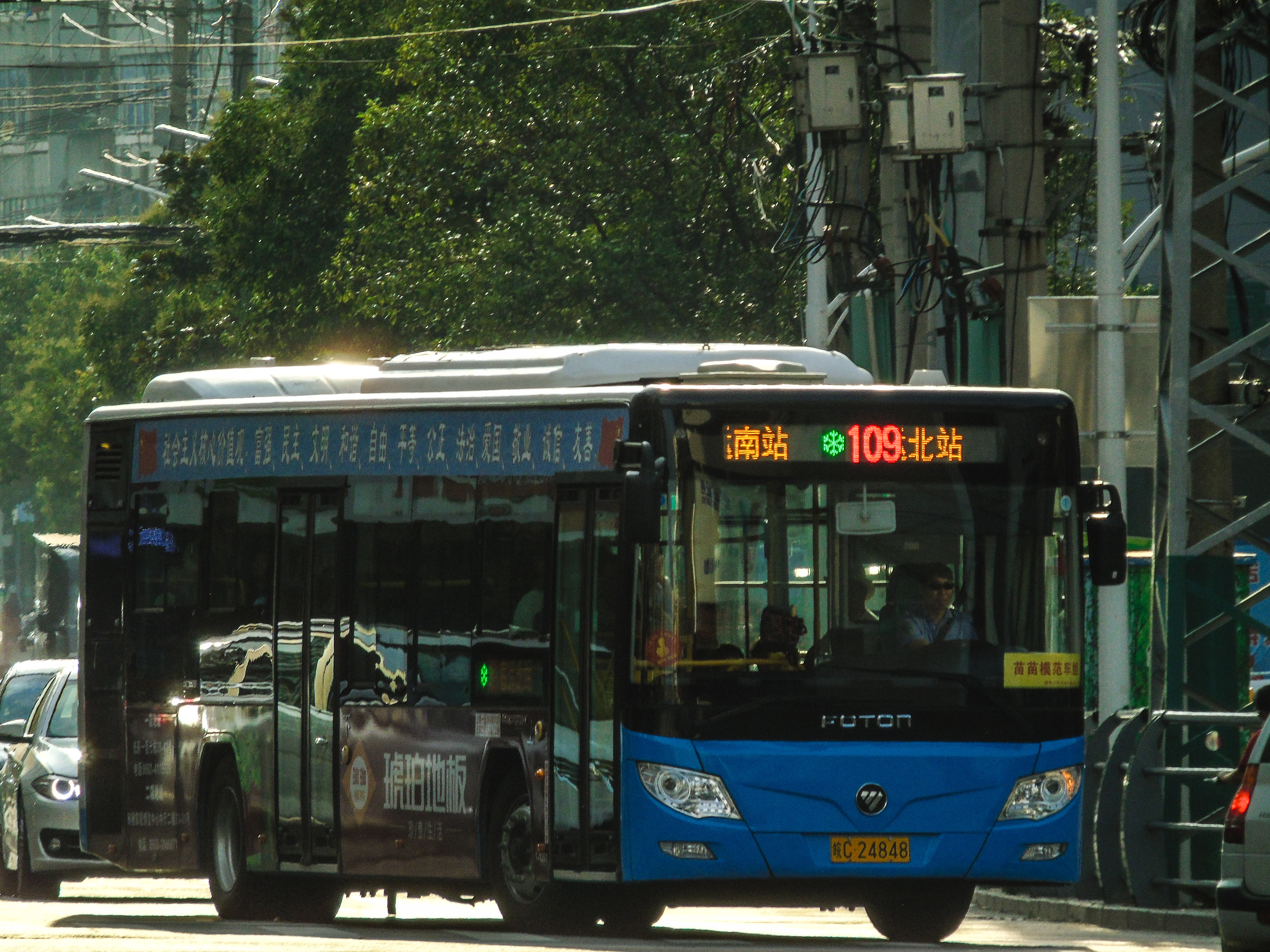
109路进入国强路·火车站

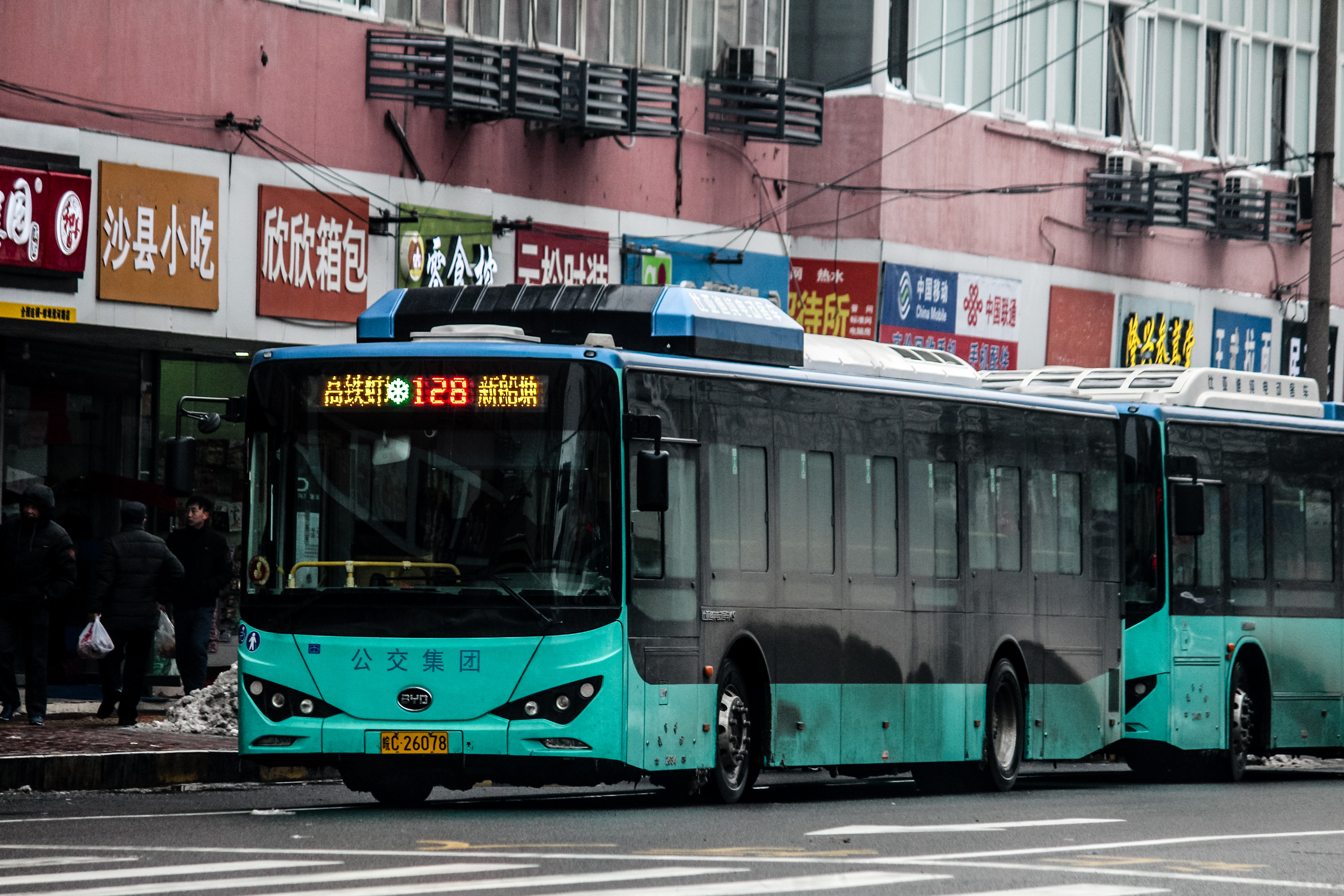
128路停靠在国强路·火车站

| 线路编号 | 起站           | 讫站             | 服务时间     | 发车间隔 |
| -------- | -------------- | ---------------- | ------------ | -------- |
| 101路    | 肉联厂         | 张公湖首末站     | 5:00 - 23:55 | 2分钟    |
| 103路    | 火车站         | 小黄山首末站     | 5:30 - 22:00 | 5分钟    |
| 104路    | 沿淮路         | 机电技师学院     | 5:30 - 22:00 | 3分钟    |
| 107路    | 蚌医首末站     | 滨湖新区首末站   | 5:45 - 20:30 | 3分钟    |
| 109路    | 客运南站       | 客运北站         | 6:20 - 20:00 | 4分钟    |
| 110路    | 客运南站       | 龙河路           | 6:00 - 20:30 | 5分钟    |
| 112路    | 大庆路首末站   | 义乌商贸城       | 6:30 - 20:00 | 5分钟    |
| 115路    | 蚌医首末站     | 蚌埠学院         | 6:10 - 20:00 | 5分钟    |
| 118路    | 二中首末站     | 槐花园           | 6:00 - 21:00 | 5分钟    |
| 128路    | 新船塘首末站   | 京沪高铁蚌埠南站 | 5:30 - 23:30 | 3分钟    |
| 301路    | 长途汽车中心站 | 怀远汽修厂       | 5:30 - 20:00 | 10分钟   |
| 302路    | 解放二路       | 怀远汽车站       | 6:40 - 18:40 | 10分钟   |
| 202路    | 裔家湾         | 汇金广场         | 5:25 - 20:00 | 20分钟   |
| 204路    | 淮光剧场       | 吴郢             | 5:40 - 18:30 | 20分钟   |
| 206路    | 延安北路       | 沫河口镇         | 6:20 - 18:30 | 20分钟   |
| 207路    | 第二人民医院   | 蚌埠学院         | 6:00 - 20:45 | 10分钟   |

### 出租车
蚌埠站设有出租车专用下客区、等客区。蚌埠市现有宏远、万隆、通泰、金泰、新通利、大众、交通投资集团七家出租车公司，出租车起步价6元/2.5公里，夜间7元。截至2017年7月上述七間公司共计拥有车辆三千余台。

### 长途汽车
蚌埠市长途汽车中心站位于蚌埠站东侧500米处，是一个总面积达3万平方米的国家一级汽车客运站；从蚌埠站下车的旅客只需步行十分钟即可到达长途汽车站乘车。